# بایخان
بایخان یک روستای مسکونی در ایران است که در  دهستان کوهپایه بخش نوبران از شهرستان ساوه واقع شده‌است. براساس سرشماری مرکز آمار ایران در سال ۱۳۹۵، این روستا کمتر از سه خانوار جمعیت داشته‌است و هم اکنون ۲۷ خانوار در این روستا ساکن هستند.